# Clemens Bracher
Clemens Bracher (25 gennaio 1987) è un ex bobbista svizzero.

## Biografia
Compete dal 2011 come frenatore per la squadra nazionale svizzera, gareggiando negli equipaggi pilotati da Beat Hefti, Rico Peter e Gregor Baumann. Esordì in Coppa del Mondo sul finire della stagione 2010/11, il 23 gennaio 2011 a Winterberg, dove si piazzò al nono posto nel bob a quattro con Hefti alla guida della slitta. Debuttò invece in Coppa Europa a gennaio del 2012 e disputò interamente la stagione 2012/2013. Nelle categorie giovanili ha raggiunto il quarto posto nel bob a quattro ai mondiali juniores di Igls 2012.
Nel 2015 Bracher passò al ruolo di pilota, debuttando in Coppa Europa a gennaio del 2015 e classificandosi secondo nella graduatoria finale del bob a due nel 2016/17. Esordì in Coppa del Mondo nell'ultima gara dell'annata 2016/17, il 5 febbraio 2017 a Igls, dove giunse dodicesimo nel bob a quattro. Centrò il suo primo podio nonché la sua prima vittoria il 9 dicembre 2017 a Winterberg, dove si impose nel bob a due (alla sua prima gara in assoluto nella specialità) con il frenatore Michael Kuonen. In classifica generale ha totalizzato quale miglior piazzamento il trentaduesimo posto nel bob a due, ottenuto nel 2016/17.
Ha partecipato ai Giochi olimpici invernali di Pyeongchang 2018, piazzandosi al sedicesimo posto nel bob a due e al quattordicesimo nel bob a quattro. 
Prese inoltre parte ai campionati mondiali di Schönau am Königssee 2017 piazzandosi al 22º posto nel bob a quattro. Agli europei  conta invece due partecipazioni da frenatore e la medaglia d'argento vinta da pilota nel bob a due a Igls 2018 con Kuonen. Ha inoltre vinto quattro titoli nazionali, due nel bob a due e altrettanti nel bob a quattro.
Annunciò il proprio ritiro dall'attività agonistica nell'estate del 2018.

## Palmarès

### Europei
- 1 medaglia:
  - 1 argento (bob a due a Igls 2018).

### Coppa del Mondo
- Miglior piazzamento in classifica generale nel bob a due maschile: 32° nel 2016/17;
- Miglior piazzamento in classifica generale nel Ranking IBSF[2]: 27º nel 2016/17;
- 2 podi (nel bob a due):
  - 1 vittoria:
  - 1 terzo posto.

#### Coppa del Mondo - vittorie
| Data            | Luogo      | Paese    | Disciplina               |
| --------------- | ---------- | -------- | ------------------------ |
| 9 dicembre 2017 | Winterberg | Germania | a due con Michael Kuonen |

### Campionati svizzeri
- 1 medaglia:
  - 4 ori (bob a quattro nel 2013; bob a due nel 2016; bob a due, bob a quattro nel 2018);
  - 2 argenti (bob a quattro nel 2012; bob a quattro nel 2016);
  - 1 bronzo (bob a quattro nel 2017).

### Circuiti minori

#### Coppa Europa
- Miglior piazzamento in classifica generale nel bob a due: 2º nel 2016/17;
- Miglior piazzamento in classifica generale nel bob a quattro: 5º nel 2016/17;
- 9 podi (tutti nel bob a due):
  - 4 vittorie;
  - 3 secondi posti;
  - 2 terzi posti.